# Verein für Leibesübungen von 1899 1988-1989
Questa voce raccoglie le informazioni riguardanti il Verein für Leibesübungen von 1899 nelle competizioni ufficiali della stagione 1988-1989.

## Stagione
Nella stagione 1988-1989 l'Osnabrück, allenato da Antun Rudinski e Hans-Werner Moors, concluse il campionato di 2. Bundesliga al 14º posto. In Coppa di Germania l'Osnabrück fu eliminato al secondo turno dall'Amburgo.

## Rosa
| N. |                        | Ruolo | Calciatore          |
| -- | ---------------------- | ----- | ------------------- |
|    | Germania (bandiera)    | P     | Christof Rekers     |
|    | Germania (bandiera)    | P     | Uwe Seiler          |
|    | Germania (bandiera)    | D     | Dirk Gellrich       |
|    | Germania (bandiera)    | D     | Matthias Gersonde   |
|    | Germania (bandiera)    | D     | Dietmar Grabotin    |
|    | Germania (bandiera)    | D     | Andreas Helmer      |
|    | Germania (bandiera)    | D     | Paul Jaschke        |
|    | Inghilterra (bandiera) | D     | Neale Marmon        |
|    | Germania (bandiera)    | D     | Ingo Pickenäcker    |
|    | Germania (bandiera)    | D     | Andreas Wallenhorst |
|    | Croazia (bandiera)     | D     | Branko Žeravica     |

| N. |                     | Ruolo | Calciatore         |
| -- | ------------------- | ----- | ------------------ |
|    | Germania (bandiera) | C     | Ansgar Brinkmann   |
|    | Germania (bandiera) | C     | Bernd Hansen       |
|    | Germania (bandiera) | C     | Ralf Heskamp       |
|    | Germania (bandiera) | C     | Stefan Holze       |
|    | Germania (bandiera) | C     | Roland Twyrdy      |
|    | Germania (bandiera) | C     | Heino van den Berg |
|    | Germania (bandiera) | A     | Klaus Basten       |
|    | Germania (bandiera) | A     | Heikko Glöde       |
|    | Germania (bandiera) | A     | Uwe Jursch         |
|    | Germania (bandiera) | A     | Holger Kühnel      |
|    | Germania (bandiera) | A     | Christian Neidhart |

## Organigramma societario
Area tecnica
- Allenatore: Hans-Werner Moors, Antun Rudinski
- Allenatore in seconda:
- Preparatore dei portieri:
- Preparatori atletici:

## Calciomercato

### Sessione estiva
| Acquisti | Acquisti           | Acquisti          | Acquisti |
| R.       | Nome               | da                | Modalità |
| -------- | ------------------ | ----------------- | -------- |
| A        | Klaus Basten       | Union Solingen    |          |
| A        | Christian Neidhart | Wacker 04 Berlino |          |
| D        | Ingo Pickenäcker   | RW Oberhausen     |          |

| Cessioni | Cessioni      | Cessioni          | Cessioni |
| R.       | Nome          | a                 | Modalità |
| -------- | ------------- | ----------------- | -------- |
| A        | Paul Linz     | Eintracht Treviri |          |
| D        | Ulf Metschies | Norimberga        |          |

### Sessione invernale
| Acquisti | Acquisti | Acquisti | Acquisti |
| R.       | Nome     | da       | Modalità |
| -------- | -------- | -------- | -------- |

| Cessioni | Cessioni | Cessioni | Cessioni |
| R.       | Nome     | a        | Modalità |
| -------- | -------- | -------- | -------- |

## Risultati

### 2. Bundesliga

#### Girone di andata
| Arbitro: | Berg |

|                                   |           |            |
| Wolff 12’, 72’, 83’ Schneider 60’ | Marcatori | 84’ Basten |

| Arbitro: | Wittke |

|            |           |                                   |
| Hansen 86’ | Marcatori | 35’ Reimann 42’ Kontny 50’ Kontny |

| Arbitro: | Kentsch |

|            |           |           |
| Müller 88’ | Marcatori | 39’ Holze |

| Arbitro: | Kruse |

|              |           |                                          |
| Neidhart 82’ | Marcatori | 11’ Schweizer 47’, 60’ Majka 71’ Hermann |

| Arbitro: | Eli |

|                    |           |                                    |
| Vorholt 69’ (rig.) | Marcatori | 6’ Jursch 36’ Brinkmann 90’ Basten |

| Arbitro: | Dardenne |

|           |           |                  |
| Glöde 83’ | Marcatori | 11’ Schlumberger |

| Arbitro: | Schmidt |

|  |           |                        |
|  | Marcatori | 27’ Glöde 83’ Žeravica |

| Arbitro: | Matheis |

|            |           |                                                       |
| Basten 28’ | Marcatori | 49’ (aut.) Brinkmann 61’, 71’, 85’ Demandt 79’ Schütz |

| Arbitro: | Wolf |

|                      |           |           |
| Bunk 28’ Schacht 49’ | Marcatori | 74’ Glöde |

| Arbitro: | Broska |

|           |           |             |
| Holze 33’ | Marcatori | 16’ Löchelt |

| Arbitro: | Retzmann |

|                            |           |            |
| Regenbogen 67’ Schäfer 79’ | Marcatori | 34’ Jursch |

| Arbitro: | Führer |

|                           |           |             |
| Glöde 10’ Basten 70’, 83’ | Marcatori | 26’ Schmitt |

| Arbitro: | Holst |

|             |           |           |
| Blättel 56’ | Marcatori | 60’ Holze |

| Osnabrück 28 ottobre 1988, ore 20:00 CET 14ª giornata | Osnabrück   | 0 – 0 referto | Homburg | Stadion an der Bremer Brücke (3 500 spett.)\| Arbitro: \| Assenmacher \| |
| Arbitro:                                              | Assenmacher |               |         |                                                                          |

| Arbitro: | Gochermann |

|                                 |           |  |
| Glöde 1’ Žeravica 4’ Jursch 20’ | Marcatori |  |

| Arbitro: | Steinborn |

|                        |           |           |
| Rombach 68’ Lundin 83’ | Marcatori | 27’ Holze |

| Arbitro: | Osmers |

|                                        |           |                    |
| Heskamp 26’ Helmer 45’ Jursch 63’, 85’ | Marcatori | 76’ Lopes 78’ Hupe |

| Arbitro: | Bruch |

|                             |           |                               |
| Klock 6’ Korb 9’ Kremer 85’ | Marcatori | 34’ Jursch 77’ (rig.) Heskamp |

| Arbitro: | Rubel |

|                       |           |             |
| Jaschke 13’ Holze 83’ | Marcatori | 27’ Schäfer |

#### Girone di ritorno
| Arbitro: | Barnick |

|              |           |                                                             |
| Žeravica 57’ | Marcatori | 7’ Sachs 47’ Scheler 51’ Wolff 60’ Schneider 89’ Stockinger |

| Arbitro: | Albrecht |

|                                                            |           |  |
| Jankovic 16’ (rig.) Tschiskale 29’, 52’, 75’ Emmerling 67’ | Marcatori |  |

| Arbitro: | Fröhlich |

|              |           |  |
| Neidhart 24’ | Marcatori |  |

| Arbitro: | Merk |

|                                 |           |  |
| Moutas 30’ Higl 46’ Hermann 76’ | Marcatori |  |

| Osnabrück 18 marzo 1989, ore 15:00 CET 24ª giornata | Osnabrück | 0 – 0 referto | Meppen | Stadion an der Bremer Brücke (8 800 spett.)\| Arbitro: \| Berg \| |
| Arbitro:                                            | Berg      |               |        |                                                                   |

| Arbitro: | Krug |

|             |           |                       |
| Nitsche 67’ | Marcatori | 44’ Glöde 87’ Jaschke |

| Arbitro: | Retzmann |

|                    |           |  |
| Heskamp 74’ (rig.) | Marcatori |  |

| Arbitro: | Werner |

|                                               |           |                      |
| Demandt 15’ Chaloupka 53’ Žeravica 71’ (aut.) | Marcatori | 83’ Twyrdy 88’ Holze |

| Arbitro: | Schmidt |

|                      |           |                                  |
| Holze 43’ Twyrdy 63’ | Marcatori | 77’ (aut.) Twyrdy 82’ Sendscheid |

| Arbitro: | Bruch |

|                 |           |  |
| Christensen 88’ | Marcatori |  |

| Arbitro: | Fux |

|            |           |                                     |
| Basten 87’ | Marcatori | 10’ Wegmann 34’ Koniarek 84’ Helmig |

| Arbitro: | Kentsch |

|           |           |           |
| Höfer 20’ | Marcatori | 19’ Glöde |

| Arbitro: | Berg |

|                              |           |  |
| Heskamp 70’ (rig.) Glöde 75’ | Marcatori |  |

| Arbitro: | Gangkofer |

|               |           |            |
| Ellmerich 62’ | Marcatori | 68’ Hansen |

| Arbitro: | Gochermann |

|                          |           |  |
| Knoll 82’ (rig.) Dum 83’ | Marcatori |  |

| Arbitro: | Diekert |

|                                      |           |                             |
| Holze 54’, 76’ Basten 65’ Hansen 82’ | Marcatori | 19’, 72’ Rombach 47’ Niebel |

| Arbitro: | Schmidt |

|                   |           |                              |
| Engels 56’ (rig.) | Marcatori | 10’, 32’ Neidhart 90’ Helmer |

| Arbitro: | Merk |

|                                                  |           |  |
| Gellrich 15’, 25’ Glöde 24’, 82’ Helmer 48’, 63’ | Marcatori |  |

| Arbitro: | Boos |

|          |           |              |
| Mähn 49’ | Marcatori | 59’ Neidhart |

### Coppa di Germania
| Arbitro: | Dardenne |

|            |           |                    |
| Banach 46’ | Marcatori | 76’ (rig.) Heskamp |

| Arbitro: | Richmann |

|                      |           |            |
| Basten 37’ Holze 81’ | Marcatori | 55’ Banach |

| Arbitro: | Pauly |

|  |           |               |
|  | Marcatori | 6’ von Heesen |

## Statistiche

### Statistiche di squadra
| Competizione      | Punti | In casa | In casa | In casa | In casa | In casa | In casa | In trasferta | In trasferta | In trasferta | In trasferta | In trasferta | In trasferta | Totale | Totale | Totale | Totale | Totale | Totale | DR |
| Competizione      | Punti | G       | V       | N       | P       | Gf      | Gs      | G            | V            | N            | P            | Gf           | Gs           | G      | V      | N      | P      | Gf     | Gs     | DR |
| ----------------- | ----- | ------- | ------- | ------- | ------- | ------- | ------- | ------------ | ------------ | ------------ | ------------ | ------------ | ------------ | ------ | ------ | ------ | ------ | ------ | ------ | -- |
| 2. Bundesliga     | 36    | 19      | 9       | 5       | 5       | 35      | 31      | 19           | 4            | 5            | 10           | 23           | 35           | 38     | 13     | 10     | 15     | 58     | 66     | -8 |
| Coppa di Germania | -     | 2       | 1       | 0       | 1       | 2       | 2       | 1            | 0            | 1            | 0            | 1            | 1            | 3      | 1      | 1      | 1      | 3      | 3      | 0  |
| Totale            | 36    | 21      | 10      | 5       | 6       | 37      | 33      | 20           | 4            | 6            | 10           | 24           | 36           | 41     | 14     | 11     | 16     | 61     | 69     | -8 |

### Andamento in campionato
| Giornata  | 1  | 2  | 3  | 4  | 5  | 6  | 7  | 8  | 9  | 10 | 11 | 12 | 13 | 14 | 15 | 16 | 17 | 18 | 19 | 20 | 21 | 22 | 23 | 24 | 25 | 26 | 27 | 28 | 29 | 30 | 31 | 32 | 33 | 34 | 35 | 36 | 37 | 38 |
| --------- | -- | -- | -- | -- | -- | -- | -- | -- | -- | -- | -- | -- | -- | -- | -- | -- | -- | -- | -- | -- | -- | -- | -- | -- | -- | -- | -- | -- | -- | -- | -- | -- | -- | -- | -- | -- | -- | -- |
| Luogo     | T  | C  | T  | C  | T  | C  | T  | C  | T  | C  | T  | C  | T  | C  | C  | T  | C  | T  | C  | C  | T  | C  | T  | C  | T  | C  | T  | C  | T  | C  | T  | C  | T  | T  | C  | T  | C  | T  |
| Risultato | P  | P  | N  | P  | V  | N  | V  | P  | P  | N  | P  | V  | N  | N  | V  | P  | V  | P  | V  | P  | P  | V  | P  | N  | V  | V  | P  | N  | P  | P  | N  | V  | N  | P  | V  | V  | V  | N  |
| Posizione | 20 | 20 | 19 | 20 | 20 | 19 | 15 | 17 | 18 | 18 | 19 | 17 | 16 | 16 | 15 | 16 | 14 | 15 | 14 | 16 | 18 | 16 | 19 | 19 | 16 | 15 | 15 | 17 | 17 | 18 | 18 | 16 | 17 | 18 | 16 | 15 | 15 | 14 |

Legenda:

Luogo: C = Casa; T = Trasferta. Risultato: V = Vittoria; N = Pareggio; P = Sconfitta.

### Statistiche dei giocatori
| Giocatore       | 2. Bundesliga | 2. Bundesliga | 2. Bundesliga | 2. Bundesliga | Coppa di Germania | Coppa di Germania | Coppa di Germania | Coppa di Germania | Totale   | Totale | Totale      | Totale     |
| Giocatore       | Presenze      | Reti          | Ammonizioni   | Espulsioni    | Presenze          | Reti              | Ammonizioni       | Espulsioni        | Presenze | Reti   | Ammonizioni | Espulsioni |
| --------------- | ------------- | ------------- | ------------- | ------------- | ----------------- | ----------------- | ----------------- | ----------------- | -------- | ------ | ----------- | ---------- |
| K. Basten       | 32            | 7             | 1             | 0             | 3                 | 1                 | 1                 | 0                 | 35       | 8      | 2           | 0          |
| A. Brinkmann    | 33            | 1             | 5             | 0             | 3                 | 0                 | 0                 | 0                 | 36       | 1      | 5           | 0          |
| D. Gellrich     | 34            | 2             | 11            | 0             | 3                 | 0                 | 0                 | 0                 | 37       | 2      | 11          | 0          |
| M. Gersonde     | 1             | 0             | 0             | 0             | 0                 | 0                 | 0                 | 0                 | 1        | 0      | 0           | 0          |
| H. Glöde        | 34            | 10            | 0             | 0             | 3                 | 0                 | 1                 | 0                 | 37       | 10     | 1           | 0          |
| D. Grabotin     | 9             | 0             | 4             | 0             | 1                 | 0                 | 0                 | 0                 | 10       | 0      | 4           | 0          |
| B. Hansen       | 22            | 3             | 1             | 0             | 1                 | 0                 | 0                 | 0                 | 23       | 3      | 1           | 0          |
| A. Helmer       | 31            | 4             | 2             | 1             | 3                 | 0                 | 1                 | 0                 | 34       | 4      | 3           | 1          |
| R. Heskamp      | 27            | 4             | 2             | 0             | 1                 | 1                 | 1                 | 0                 | 28       | 5      | 3           | 0          |
| S. Holze        | 37            | 9             | 4             | 0             | 3                 | 1                 | 0                 | 0                 | 40       | 10     | 4           | 0          |
| P. Jaschke      | 36            | 2             | 9             | 0             | 3                 | 0                 | 1                 | 0                 | 39       | 2      | 10          | 0          |
| U. Jursch       | 21            | 6             | 2             | 0             | 2                 | 0                 | 0                 | 0                 | 23       | 6      | 2           | 0          |
| H. Kühnel       | 1             | 0             | 0             | 0             | 0                 | 0                 | 0                 | 0                 | 1        | 0      | 0           | 0          |
| N. Marmon       | 35            | 0             | 11            | 0             | 3                 | 0                 | 1                 | 0                 | 38       | 0      | 12          | 0          |
| C. Neidhart     | 31            | 5             | 4             | 0             | 2                 | 0                 | 0                 | 0                 | 33       | 5      | 4           | 0          |
| I. Pickenäcker  | 7             | 0             | 0             | 0             | 0                 | 0                 | 0                 | 0                 | 7        | 0      | 0           | 0          |
| C. Rekers       | 0             | 0             | 0             | 0             | 0                 | 0                 | 0                 | 0                 | 0        | 0      | 0           | 0          |
| U. Seiler       | 38            | 0             | 0             | 0             | 3                 | 0                 | 0                 | 0                 | 41       | 0      | 0           | 0          |
| R. Twyrdy       | 9             | 2             | 2             | 1             | 0                 | 0                 | 0                 | 0                 | 9        | 2      | 2           | 1          |
| A. Wallenhorst  | 28            | 0             | 8             | 0             | 3                 | 0                 | 0                 | 0                 | 31       | 0      | 8           | 0          |
| H. van den Berg | 0             | 0             | 0             | 0             | 0                 | 0                 | 0                 | 0                 | 0        | 0      | 0           | 0          |
| B. Žeravica     | 26            | 3             | 4             | 0             | 2                 | 0                 | 2                 | 0                 | 28       | 3      | 6           | 0          |